# Mikropolifónia
A mikropolifónia az a zenei szerkesztésmód, melyben a szólamok ritmikailag-metrikailag függetlenek, de nem önállóak, ugyanis az elemi események (új hang indítása) között esetleg kevesebb idő telik el, mint amennyit az emberi fül még meg tud különböztetni, azaz diszkrét események a folytonos változás illúzióját keltik (ahogy a mozgókép is technikailag pusztán sűrűn váltott állóképek sorozata).
A kifejezést Ligeti György vezette be saját zenéjének leírására. A zenei folyamat időbeli tagolását/koordinációját nem metrikai eszközökkel kívánta elérni, de több előadó szinkronizálásához a hagyományos metrikus lejegyzést használta, pl. minden szólam 4/4-ben van írva, de hogy ezt ne lehessen észlelni, a negyedeket bizonyos szólamok triolákra, mások kvartolákra, megint mások kvintolákra stb. osztják, és a kezdőhangokat (melyek minden szólamban egyszerre lennének) vagy átköti, vagy szünetelteti.